# Aiguá
Aiguá ist eine Stadt in Uruguay. Sie ist gleichzeitig der Hauptort des gleichnamigen Gemeindeverbands (Municipio).

## Geographie
Aiguá befindet sich im Norden des Departamento Maldonado in der 8. Sección Censal etwa 90 Kilometer von der gleichnamigen Departamento-Hauptstadt entfernt, mit der sie über die Ruta 39 verbunden ist. Zum Stadtgebiet gehört mit dem knapp 514 Meter hohen Cerro Catedral der höchste Punkt Uruguays. Die Entfernung Aiguás zur uruguayischen Hauptstadt Montevideo, an die man über die Rutas 13 und 8 angeschlossen ist, beträgt 178 Kilometer. Die Stadt liegt in einem von Bergen umgebenen Tal. Dort sind der Cerro del Pororó und die Grotte von Salamanca hervorzuheben. Zudem fließt hier der Arroyo del Aiguá.

## Geschichte
Aiguá wurde im Jahre 1892 durch Margarita Muniz gegründet. Am 9. Mai 1906 erhielt die Siedlung durch das Gesetz Ley 3.027 den Status als „pueblo“. Knapp 50 Jahre später, am 4. Januar 1956, erfolgte mittels des Ley 12.265 dann die Zuerkennung des Stadt-Status' (Ciudad). Der Name der Stadt entstammt dem Guaraní und bedeutet so viel wie „fließendes Wasser“.

## Einwohner
Die Stadt hat 2.465 Einwohner (Stand: 2011), davon 1.177 männliche und 1.288 weibliche.
| Jahr | Einwohner |
| ---- | --------- |
| 1908 | 4.763     |
| 1963 | 2.715     |
| 1975 | 2.470     |
| 1985 | 2.362     |
| 1996 | 2.567     |
| 2004 | 2.676     |
| 2011 | 2.465     |

Quelle: Instituto Nacional de Estadística de Uruguay

## Stadtverwaltung
Bürgermeister (Alcalde) von Aiguá ist Esteban Raúl Agustoni, PN.

## Bildung
Aiguá verfügt mit dem 1943 gegründeten Liceo de Aiguá über eine weiterführende Schule (Liceo). 2008 wurden an der Schule 251 Schüler unterrichtet.

## Söhne und Töchter der Stadt
- Arturo Fajardo (* 1961), Bischof von Salto